# Feinglosite
La feinglosite (simbolo IMA: Fgl) è un raro minerale del supergruppo della brackebuschite; appartiene alla famiglia dei "fosfati, arseniati e vanadati" e possiede composizione chimica Pb2Zn(AsO4)2 • H2O.
La feinglosite è l'analogo dello zinco dell'arsenbrackebuschite.

## Etimologia e storia
La feinglosite prende il nome in onore di Mark Feinglos (1948-2020), professore alla Duke University e scopritore del minerale.

## Classificazione
La classica nona edizione della sistematica dei minerali di Strunz, aggiornata dall'Associazione Mineralogica Internazionale (IMA) fino al 2009, elenca la feinglosite nella classe "8. Fosfati, arseniati, vanadati" e da lì nella sottoclasse "8.B Fosfati, ecc., con anioni aggiuntivi, senza H2O"; questa viene suddivisa più finemente in base alla dimensione dei cationi coinvolti e al rapporto tra anione idrossile e gruppo RO4 (in questo caso R=As), in modo tale da trovare la feinglosite nella sezione "8.BG Con cationi di media e grande dimensione, (OH, ecc.):RO4 = 0,5:1" dove forma il sistema nº 8.BG.05 insieme ad arsentsumebite, arsenbrackebuschite, bearthite, brackebuschite, bushmakinite, calderónite, gamagarite, goedkenite, tokyoite e tsumebite.
Tale classificazione resta invariata anche nell'edizione successiva, proseguita dal database "mindat.org" e chiamata Classificazione Strunz-mindat, nella quale all'interno del sistema 8.BG.05 fanno la loro comparsa anche il minerale ferribushmakinite, un possibile analogo dell'arsenico della tokyoite e un minerale ancora senza nome designato come UM1994-19-PO:CuHMoPb.
Nella Sistematica dei lapis (Lapis-Systematik) di Stefan Weiß la feinglosite si trova nella classe dei "fosfati, arseniati e vanadati" e nella sottoclasse dei "fosfati anidri, con anioni estranei F,Cl,O,OH"; qui è nella sezione dei "cationi medi e grandi: Mg-Cu-Zn e Ca-Na-K-Ba-Pb; gruppo della brackebuschite" dove forma il sistema nº VII/B.24 insieme ad arsenbrackebuschite, arsentsumebite, bearthite, brackebuschite, bushmakinite, canosioite, calderónite, ferribushmakinite, gamagarite, goedkenite, grandaite, jamesite, lulzacite, tokyoite e tsumebite.
Anche nella sistematica dei minerali secondo Dana, usata principalmente nel mondo anglosassone, la feinglosite è nella famiglia dei "fosfati, arseniati e vanadati"; qui è nella classe dei "fosfati [arseniati e vanadati] idrati" e nella sottoclasse dei "fosfati [arsentiati e vanadati] idrati con A2+(B2+)2(XO4) • x(H2O)", dove forma il "gruppo della brackebuschite" con il sistema nº 40.02.08 insieme ad arsenbrackebuschite, brackebuschite, bushmakinite e calderónite.

## Abito cristallino
La feinglosite cristallizza nel sistema monoclino nel gruppo spaziale P21 (gruppo nº 4) oppure P21/m (gruppo nº 11) con i parametri reticolari a = 8,973(6) Å, b = 5,955(3) Å, c = 7,766(6) Å e β = 112,20(6)°, oltre a 2 unità di formula per cella unitaria..

## Chimica
I valori medi di sette analisi con microsonda elettronica sulla feinglosite fine proveniente dalla miniera di "Tsumeb" hanno prodotto un contenuto di 61,4% monossido di piombo (PbO), 7,3% di ossido di zinco (ZnO), 1,8% di ossido ferroso (FeO), 22,1% di pentossido di arsenico (As2O5), 5,3% di anidride solforica (SO3) e 2,1% di acqua (H2O) (calcolato per differenza). Questo ha prodotto (sulla base di otto anioni) la seguente formula empirica:
{\displaystyle {\ce {Pb_{2,09}(Zn_{0,68}Fe_{0,18}^{2+})_{\Sigma =0,86}[(As_{0,73},S_{0,25})_{\Sigma =0,98}O_{4}]_{2}\cdot H_{1,76}O}}}
che è stata semplificata in:
{\displaystyle {\ce {Pb_{2}(Zn,Fe)[(As,S)O_{4}]_{2}\cdot H2O}}}
La feinglosite è l'analogo dello zinco dell'arsenbrackebuschite; entrambi sono membri del supergruppo della brackebuschite con la formula generale M2+2M3+(TO4)2(OH)
dove:
- M2+ = calcio, bario o stronzio
- M3+ = alluminio, ferro e manganese (a volte anche cationi M2+ da medi a piccoli come Zn2+, Fe2+, Cu2+). La feinglosite è l'unico membro con una molecola d'acqua nella sua formula ideale.[12]

## Origine e giacitura
La feinglosite è un raro minerale secondario raro trovato in una cavità nella calcocite, proveniente da una zona ossidata di un giacimento di minerali polimetallici idrotermale ospitante dolomia. La paragenesi è con anglesite, arsendescloizite, calcocite, gesso, goethite e wulfenite.
La feinglosite è molto rara ed è stata trovata solo nella sua località tipo, la miniera di "Tsumeb" (19.22704°S 17.72764°E) nell'omonima città (regione di Oshikoto, Namibia) e la miniera di "Christiana" presso Lavreotiki (nell'Attica, Grecia).

## Forma in cui si presenta in natura
La feinglosite si presenta in cristalli con dimensioni fino a 10 µm, ma anche in aggregati botrioidali.
Nella miniera di "Tsumeb", la feinglosite fine forma aggregati radiali, di forma sferica o reniforme, che solitamente presentano un nucleo di goethite. Inoltre, esistono singoli aggregati fino a 0,5 mm di diametro, costituiti da cristalli molto piccoli, lunghi da 5 a 10 µm. Dalla miniera di "Christiana", la feinglosite fine è nota solo sotto forma di pseudomorfi.
Il minerale è traslucido con lucentezza adamantina; il colore è verde oliva chiaro, mentre quello del suo striscio è bianco.